# George Mozart
George Mozart, nato David John Gillings (Great Yarmouth, 15 febbraio 1864 – Londra, 10 dicembre 1947), è stato un attore, sceneggiatore e regista britannico.
Artista di music-hall, lavorò anche per il cinema, iniziando all'epoca del muto nel 1913 con tre cortometraggi scritti, diretti e interpretati per la casa di produzione Hepworth. Dopo un lungo periodo di lontananza dagli schermi, tornò al cinema negli anni trenta, girando sedici film.
Era sposato con Eleanore Amelia Tennant. Anche sua nipote Charmian Innes (1923-2011) intraprese la carriera di attrice.
George Mozart morì a Londra il 10 dicembre 1947 all'età di 83 anni.

## Filmografia
La filmografia - basata su IMDb - è completa.

### Attore
- Coney as Peacemaker, regia di George Mozart (1913)
- Coney Gets the Glad Eye, regia di George Mozart  (1913)
- Coney, Ragtimer, regia di George Mozart  (1913)
- George Mozart in Domestic Troubles (1930)
- The Indiscretions of Eve, regia di Cecil Lewis (1930)
- The Medicine Man
- The Public Life of Henry the Ninth
- The Mystery of the Marie Celeste
- Strange Cargo
- Two on a Doorstep
- Cafe Mascot
- Song of Freedom, regia di J. Elder Wills (1936)
- Full Speed Ahead
- The Bank Messenger Mystery
- Polly's Two Fathers
- Overcoat Sam
- Music-Hall Cavalcade: Stars of Yesterday and Today
- Chinatown Nights, regia di Toni Frenguelli (1938)
- Pigmalione

### Film o documentari dove appare George Mozart
- Mr. George Mozart the Famous Comedian, prodotto da De Forest Phonofilm (1928)

### Sceneggiatore
- Coney as Peacemaker (1913)
- Coney Gets the Glad Eye (1913)
- Coney, Ragtimer (1913)
- Mr. George Mozart the Famous Comedian (1928)
- Polly's Two Fathers

### Regista
- Coney as Peacemaker (1913)
- Coney Gets the Glad Eye (1913)
- Coney, Ragtimer (1913)